# 佐々木慶市
佐々木 慶市（ささき けいいち、1912年12月20日 – 2002年 8月21日）は、日本の歴史家。

## 略歴
宮城県鳴子町生まれ。宮城県立仙台第一中学校から、1930年に第二高等学校に入学。柔道部の選手でもあった。3年生のときに日本史の本を読むようになり、特に三浦周行『国史上の社会問題』を読んだことが室町期の社会に興味を持つきっかけとなった。また、在学中に 武内義範らと歴史同好会の活動をし、そこで伊東信雄と知り合い、東北帝国大学への進学を勧められた。1933年に二高を卒業する。同年、東北帝国大学法文学部に入学。古田良一に師事するとともに、中村吉治の指導も受けた。また、伊木寿一から古文書学を学び、実習で飯野八幡宮文書の調査を行ったことが、のちの好嶋荘や岩城氏の研究につながった。卒業論文「中世後期に於ける武家勢力の伸長と荘園制の崩壊」をまとめ、1936年に卒業。青森県立八戸中学校教諭、兵庫県立芦屋中学校教諭を経て、1944年に海軍教授。戦後、宮城県立仙台第一高等学校教諭を経て、1964年に東北学院大学助教授となり、1967年に同大学教授となる。宮城県史、水沢市史などの自治体史編纂にも携わりながら、留守氏、大崎氏など、東北中世史研究をすすめた。1991年4月1日付けで東北学院大学名誉教授。